# 特里·F·摩尔
特里·菲茨杰拉德·摩尔（英語：Terry Fitzgerald Moorer） ，前美国陆军上校、法务官出身。现任美国阿拉巴马南区联邦地区法院法官。

## 简介
摩尔毕业于1981年毕业于马里昂军事学院，他在那里获得了文科副学士学位、同时被授予陆军少尉军衔。 接下来的几年里，摩尔又先后获得了亨廷顿学院文科学士学位和阿拉巴马大学法学博士学位。
联邦治安法官的职业生涯展開前，摩尔于1990年9月至2007年1月期间在阿拉巴马中区联邦地区法院担任助理检查官。2001年至2007年间，摩尔担任有组织毒品犯罪执法工作组（OCDETF）的首席检察官，他主要负责协调和组织针对毒品贩运的调查和起诉。在检察署任职期间，摩尔在联邦地方法院和第十一巡回上诉法院进行刑事诉讼。
除此之外，摩尔还曾在阿拉巴马陆军国民警卫队服役。作为阿拉巴马陆军国民警卫队的第一位军法官，在事业初期，摩尔曾在第226区域支援组担任法律顾问。他还曾在伊拉克战争期间派往伊拉克和科威特，担任美军驻科威特阿里夫贾恩军事基地的诉讼法官主管、拉克堡诉讼法官办公室的检察官等职务。2014年，摩尔以上校军衔退役。摩尔作为一名长期服役于阿拉巴马陆军国民警卫队的法务官，外界將其誉为阿拉巴马州军事法律的“主要建筑师”。
从2007年1月起，摩尔开始担任阿拉巴马中区联邦地区法院治安法官。2017年5月8日，美国总统特朗普提名摩尔为阿拉巴马中区联邦地区法院地区法官，于次年9月4日正式就任。

## 个人荣誉
| 功绩勋章 |
| 铜星勋章 |

等